# Claudia Salvarani
Claudia Salvarani (Piacenza, 8 marzo 1975) è una mezzofondista italiana, specializzata negli 800 metri piani, con il record personale di 2'01"23.

## Biografia
Ha gareggiato per il Gruppo Sportivo Fiamme Oro e si allena a Modena con il prof. Gigliotti, che allena atleti del calibro di Stefano Baldini. Nel suo palmarès ci sono 6 titoli italiani di cui 1 indoor e 8 presenze in nazionale.